# ورزشگاه فدکس‌فیلد

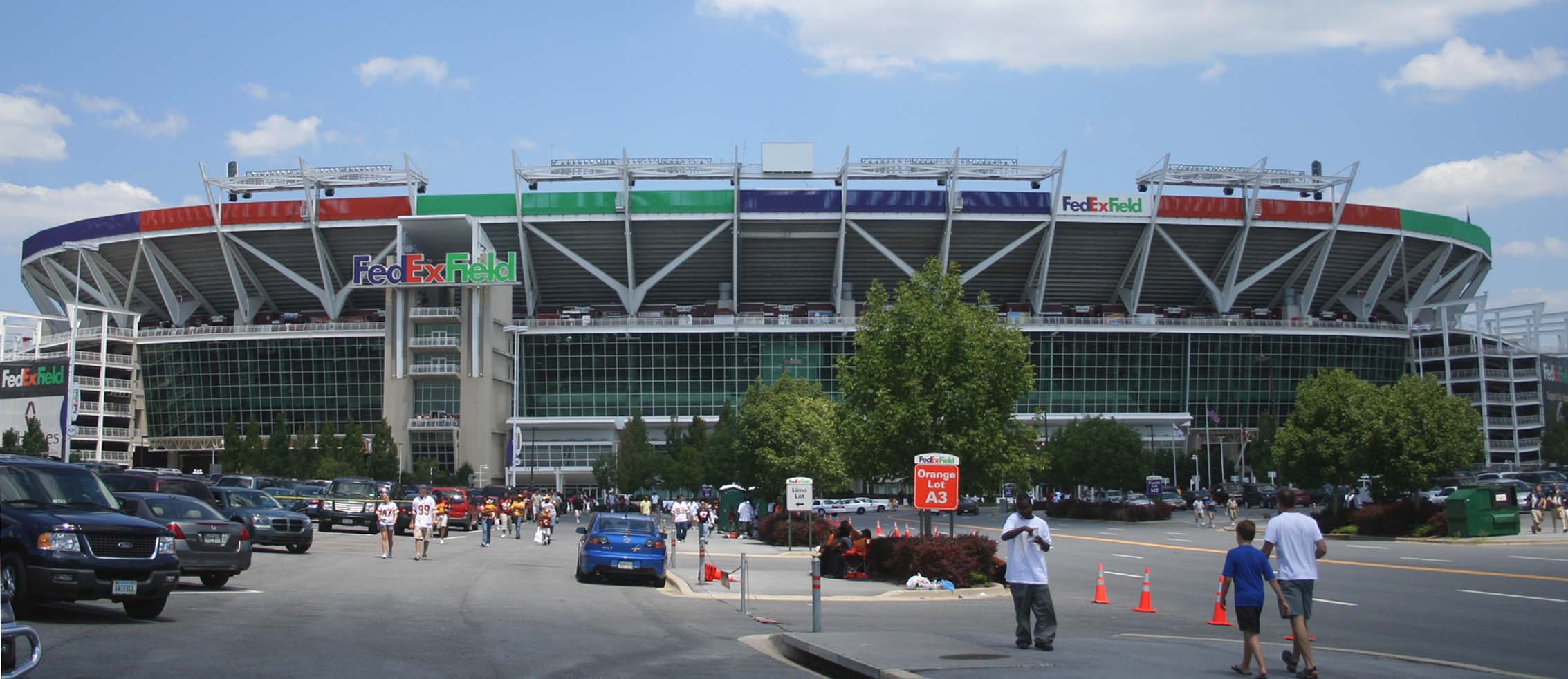

ورزشگاه فدکس‌فیلد (به انگلیسی: FedExField) با ظرفیت ۹۱٬۷۰۴ نفر در شهر لندور ایالت مریلند واقع شده‌است. این ورزشگاه در تاریخ ۱۹۹۷ تأسیس شد و دارای زمین چمن می‌باشد.

## نگارخانه

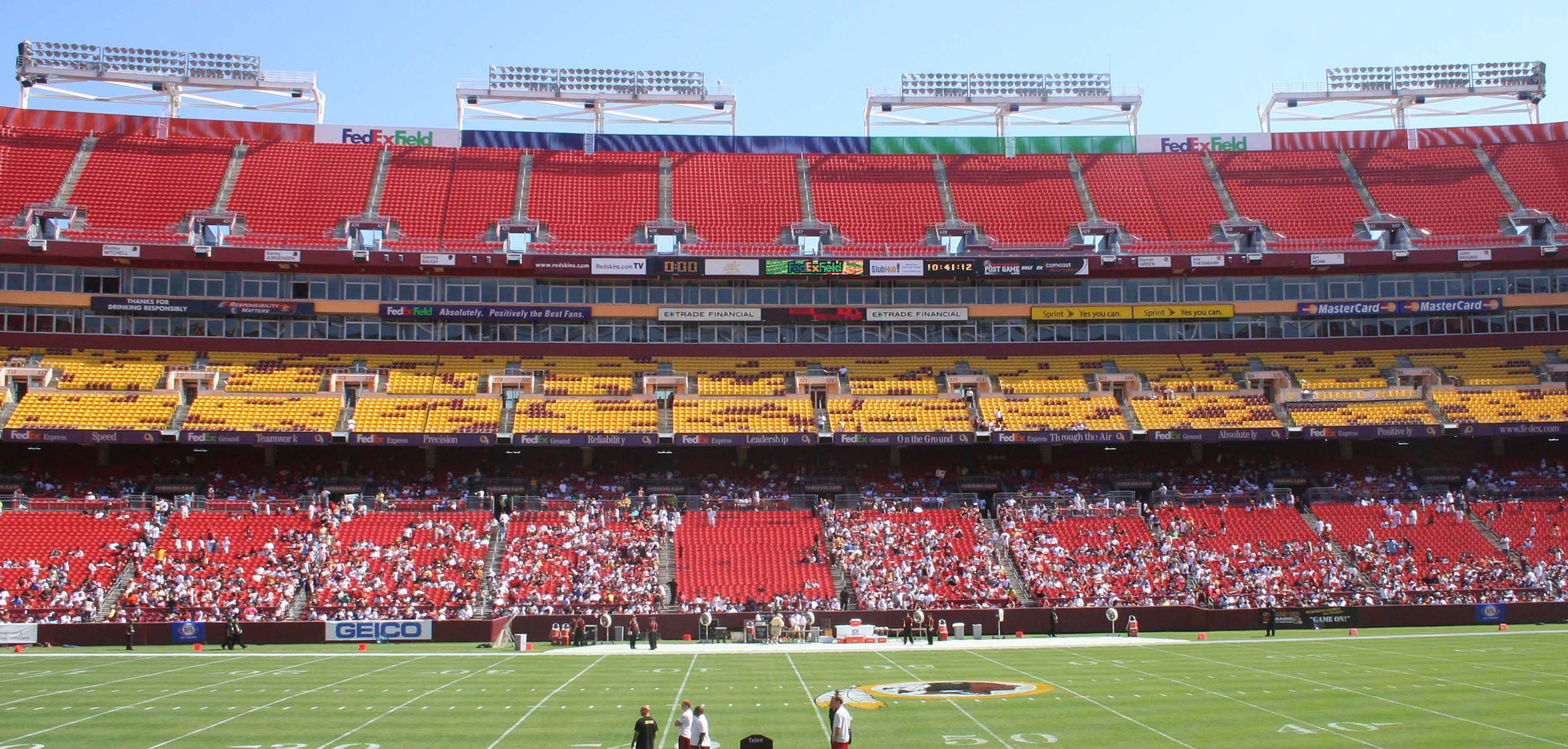
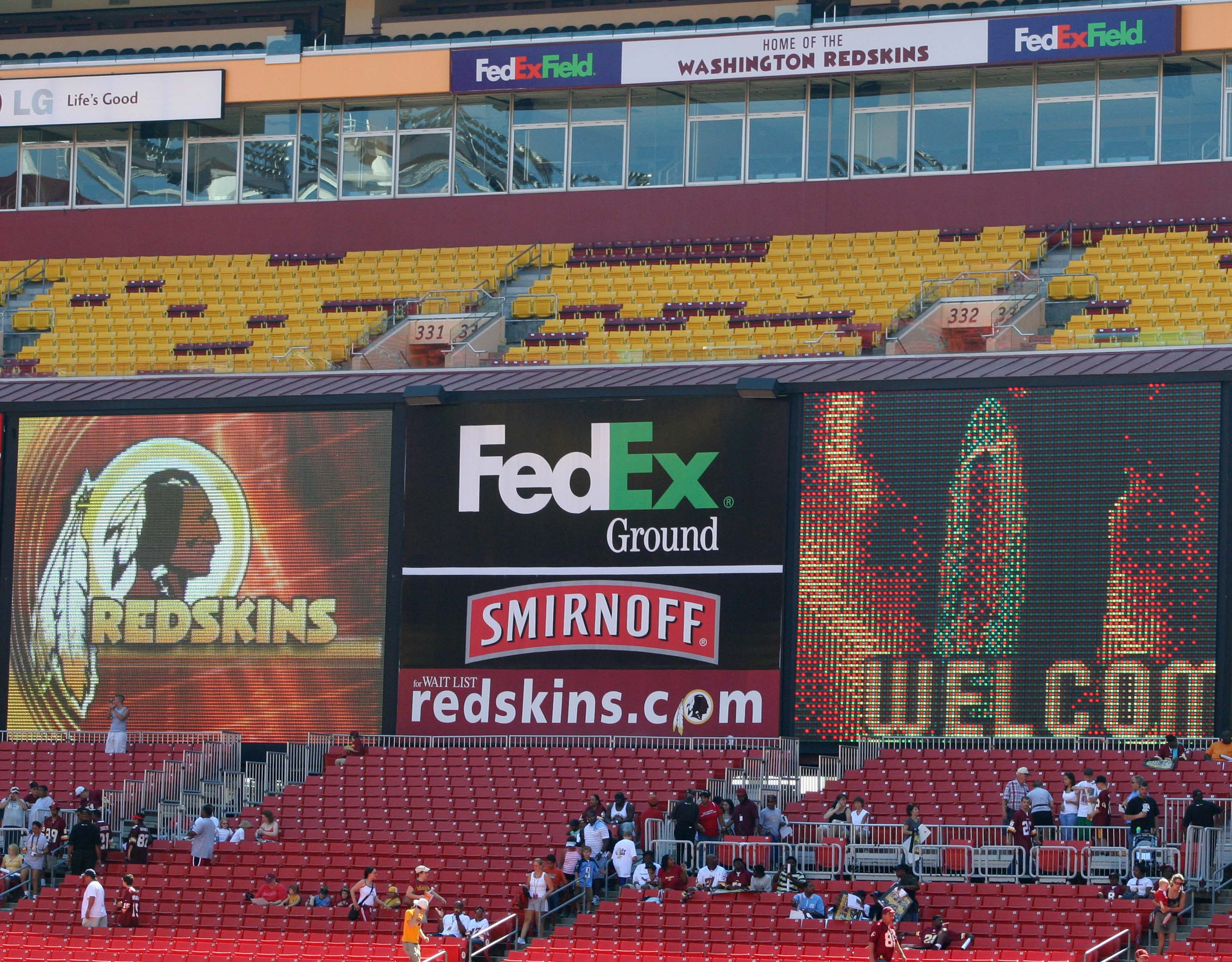
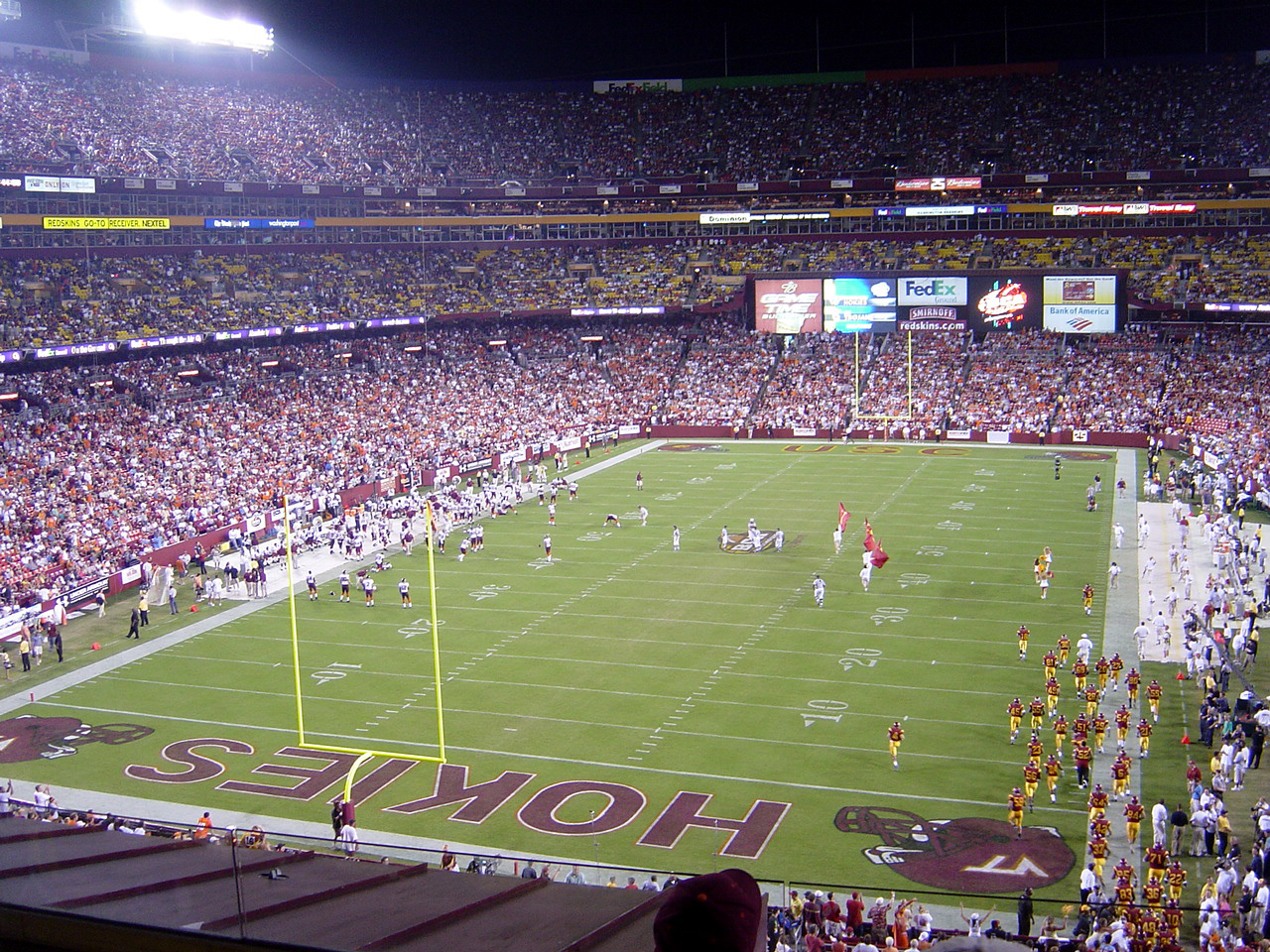